# Vånga distrikt, Östergötland
Vånga distrikt är ett distrikt i Norrköpings kommun och Östergötlands län. 
Distriktet ligger i väster om Norrköping. 

## Tidigare administrativ tillhörighet
Distriktet inrättades 2016 och utgör socknen Vånga i Norrköpings kommun.
Området motsvarar den omfattning Vånga församling hade vid årsskiftet 1999/2000.